# Lambdina aequaliaria
Lambdina aequaliaria är en fjärilsart som beskrevs av Walker 1860. Lambdina aequaliaria ingår i släktet Lambdina och familjen mätare. Inga underarter finns listade i Catalogue of Life.